# Red Eleven
Red Eleven ist eine finnische Alternative-Rock und -Metal-Band aus Jyväskylä, die 2009 unter dem Namen Project Red Eleven gegründet wurde.

## Geschichte
Die Band wurde im Jahr 2009 unter dem Namen Project Red Eleven von dem Gitarristen Teemu Liekkala und dem Sänger Tony Kaikkonen gegründet, die anfangs gemeinsam ein paar Lieder probten. Im Sommer 2011 spielte Kaikkonen diese Lieder seinen Freunden Pasi Pasanen (Schlagzeug) und Petteri Vaalimaa (E-Bass) vor. Dadurch überzeugt, traten sie der Band bei, woraufhin die Gruppe im Januar 2012 in Red Eleven umbenannt wurde, ehe sich weitere Proben anschlossen. Als zweiter Gitarrist stieß J-V Hintikka hinzu, bevor weitere zwei Monate lang geprobt wurde. Im Anschluss wurde das Debütalbum Idiot Factory aufgenommen. 2012 und 2013 wurden Auftritte in Clubs in ganz Finnland abgehalten. Das Album erschien im April 2013. Im Sommer des Jahres begannen die Arbeiten zum zweiten Album, dessen zwölf Lieder im November bei SN-Audio Productions mit Sami Niittykoski aufgenommen wurden. Im März 2014 unterzeichnete die Band einen Plattenvertrag bei dem deutschen Label Lifeforce Records. Das Album erschien im selben Jahr unter dem Namen Round II. Bei demselben Label schloss sich 2016 das dritte Album namens Collect Your Scars an.

## Stil
Ingo von Metal.de schrieb in seiner Rezension zu Idiot Factory, dass die Gruppe hierauf zwischen Alternative-Rock und -Metal pendelt. Sie klinge dabei zum einen wie eine Mischung aus Pantera und Faith No More, zum anderen wie Alter Bridge. Lediglich der Groove und die Keyboardpassagen würden eigenständig klingen. Die Band gebe sich zwar abwechslungsreich und spiele talentiert, jedoch wisse man nicht ganz, wohin man wolle. Der Gesang bestehe sowohl aus Klargesang als auch aus Growling. Frank „Fränky“ Wilkens von metalnews.de rezensierte Round II und merkte an, dass hierauf Alternative Rock mit einem starken Einfluss aus dem Progressive Rock zu hören ist. Das Keyboard stünde dabei stärker im Vordergrund als die E-Gitarren. Die Gruppe klinge dabei nicht sehr eingängig und höre sich etwas unentschlossen an, dafür bemühe man sich um Vielseitigkeit. Der Gesang sei markant und ähnle dem von Mike Patton. Auch in anderen Bereichen seien Gemeinsamkeiten zu Faith No More vorhanden, jedoch könne man die Klasse dieser Band nicht erreichen. Auch Dave „That Metal Guy“ Campbell von metal-temple.com ordnete die Gruppe in seiner Rezension zu Collect Your Scars dem Alternative-Rock und -Metal zu. Die Songs seien geprägt durch die Gitarren und den Gesang. Gelegentlich verarbeite die Gruppe auch Einflüsse aus dem Progressive Rock und Electronica.

## Diskografie
- 2013: Idiot Factory (Album, Secret Entertainment)
- 2014: Round II (Album, Lifeforce Records)
- 2015: I Follow (Single, Lifeforce Records)
- 2016: Collect Your Scars (Album, Lifeforce Records)